# Opere di Amedeo Modigliani
La tabella successiva è un elenco, non completo, delle principali opere di Amedeo Modigliani, elencate cronologicamente.

## Elenco dei dipinti
| Dipinto | Nome                                               | Anno | Tecnica         | Dimensioni   | Città             | Galleria                                      |
| ------- | -------------------------------------------------- | ---- | --------------- | ------------ | ----------------- | --------------------------------------------- |
|         | L'Ebrea                                            | 1908 | Olio su cartone | 55x46 cm     | Parigi            | Collezione privata                            |
|         | Amazzone                                           | 1909 | Olio su tela    | 92x65 cm     | Parigi            | Collezione privata                            |
|         | Busto rosso                                        | 1913 | Olio su cartone | 81x51 cm     | Parigi            | Collezione privata                            |
|         | Cariatide in piedi                                 | 1913 | Olio su tela    | 81x45 cm     | Parigi            | Collezione privata                            |
|         | Ritratto di Paul Alexanders                        | 1913 | Olio su tela    | 80x45 cm     | Saint-Lô          | Museo delle Belle Arti (Musée des Beaux-Arts) |
|         | Ritratto di Diego Rivera                           | 1914 | Olio su tela    | 100x81 cm    | Parigi            | Collezione privata                            |
|         | Ritratto di Burty Frank Haviland                   | 1914 | Olio su tela    | 73x60 cm     | Parigi            | Collezione privata                            |
|         | Ritratto di Raymond                                | 1915 | Olio su tela    | 37x27 cm     | Montecarlo        | Collezione privata                            |
|         | Madame Pompadour                                   | 1915 | Olio su tela    | 61x50 cm     | Chicago           | Art Institute                                 |
|         | Ritratto di Celso Lagar                            | 1915 | Olio su tela    | 35x27 cm     | Parigi            | Museo d'Israele                               |
|         | L'enfant gras                                      | 1915 | Olio su tela    | 46x38 cm     | Milano            | Pinacoteca di Brera                           |
|         | Alice                                              | 1915 | Olio su tela    | 78x39 cm     | Copenaghen        | Statens Museum for Kunst                      |
|         | Ritratto di Paul Guillaume                         | 1915 | Olio su tela    | 105x75 cm    | Parigi            | Museo dell'Orangerie                          |
|         | Ritratto di Beatrice Hastings davanti ad una porta | 1915 | Olio su tela    | 81x54 cm     | New York          | Collezione privata                            |
|         | Ritratto di Beatrice Hastings                      | 1915 | Olio su tela    | 43x35 cm     | Milano            | Museo del Novecento                           |
|         | Nudo seduto                                        | 1916 | Olio su tela    | 92x60 cm     | Londra            | Courtauld Gallery                             |
|         | Ritratto di una cameriera                          | 1916 | Olio su tela    | 100x65 cm    | Londra            | Courtauld Gallery                             |
|         | Ritratto di Chaïm Soutine                          | 1916 | Olio su tela    | 100x65 cm    | Parigi            | Collezione privata                            |
|         | Ritratto di Chaïm Soutine vicino ad un tavolo      | 1916 | Olio su tela    | 92x60 cm     | Washington        | National Gallery of Art                       |
|         | Ritratto di Monsieur Lepoutre                      | 1916 | Olio su tela    | 92x65 cm     | Parigi            | Collezione privata                            |
|         | Ritratto di Léopold Zborowski                      | 1916 | Olio su tela    | 116x73 cm    | Houston           | Houston Museum of Fine Arts                   |
|         | Ritratto di Léopold Zborowski                      | 1916 | Olio su tela    | 100x65 cm    | San Paolo         | Museo d'Arte di San Paolo                     |
|         | Jacques Lipchitz e sua moglie Bertha               | 1916 | Olio su tela    | 81x54 cm     | Chicago           | Art Institute                                 |
|         | ritratto di Jeanne Hébuterne                       | 1917 | Olio su tela    | 54,6x42,9 cm | Filadelfia        | Philadelphia Museum of Art                    |
|         | Ritratto di Elena Pavlowski                        | 1917 | Olio su tela    | 64,8x48,9 cm | Washington        | Phillips Collection                           |
|         | La bambina in azzurro                              | 1917 | Olio su tela    | 116x73 cm    | Parigi            | Collezione privata                            |
|         | Ragazza con camicetta                              | 1917 | Olio su tela    | 92x60 cm     | Parigi            | Collezione privata                            |
|         | Ritratto di Léon Bakst                             | 1917 | Olio su tela    | 55x33 cm     | Washington        | National Gallery of Art                       |
|         | Ragazza in abito giallo                            | 1917 | Olio su tela    | 92x60 cm     | Parigi            | Collezione privata                            |
|         | Ragazzo seduto con cappello                        | 1918 | Olio su tela    | 100x65 cm    | Parigi            | Collezione privata                            |
|         | Ritratto di Léopold Zborowski                      | 1918 | Olio su tela    | 46x27 cm     | Parigi            | Collezione privata                            |
|         | Due ragazze                                        | 1918 | Olio su tela    | 100x65 cm    | Parigi            | Collezione privata                            |
|         | Ragazza con cappello                               | 1918 | Olio su tela    | 65x45 cm     | Parigi            | Collezione privata                            |
|         | Il contadinello                                    | 1918 | Olio su tela    | 100x65 cm    | Londra            | Tate Gallery                                  |
|         | Uomo seduto su sfondo arancio                      | 1918 | Olio su tela    | 100x65 cm    | Parigi            | Collezione privata                            |
|         | La bella Drogeristin                               | 1918 | Olio su tela    | 100x65 cm    | Parigi            | Collezione privata                            |
|         | Ragazza seduta                                     | 1918 | Olio su tela    | 92x65 cm     | Parigi            | Collezione privata                            |
|         | Jeanne Hébuterne con cappello                      | 1918 | Olio su tela    | 55x38 cm     | Giappone          | Collezione privata                            |
|         | Ritratto di Jeanne Hébuterne in abiti scuri        | 1918 | Olio su tela    | 100x65 cm    | Parigi            | Collezione privata                            |
|         | Ritratto di Jeanne Hébuterne                       | 1918 | Olio su tela    | 92x60 cm     | Parigi            | Collezione privata                            |
|         | Ritratto di Jeanne Hébuterne di profilo            | 1918 | Olio su tela    | 46x29 cm     | Parigi            | Collezione privata                            |
|         | Ritratto frontale di Jeanne Hébuterne              | 1919 | Olio su tela    | 55x38 cm     | Parigi            | Collezione privata                            |
|         | Ritratto di Jeanne Hébuterne                       | 1919 | Olio su tela    | 55x38 cm     | Parigi            | Collezione privata                            |
|         | Ritratto di Jeanne Hébuterne                       | 1919 | Olio su tela    | 100x65,3 cm  | Filadelfia        | Barnes Foundation                             |
|         | Autoritratto                                       | 1919 | Olio su tela    | 100x65cm     | San Paolo         | Museo di arte contemporanea                   |
|         | Jeanne Hébuterne davanti ad una porta              | 1919 | Olio su tela    | 92x60 cm     | Parigi            | Collezione privata                            |
|         | Ritratto di Jeanne Hébuterne                       | 1919 | Olio su tela    | 55x38 cm     | Parigi            | Collezione privata                            |
|         | Jeanne Hébuterne in maglione giallo                | 1919 | Olio su tela    | 100x65 cm    | New York          | Solomon R. Guggenheim Museum                  |
|         | Ritratto di Mario Varfogli                         | 1919 | Olio su tela    | 116x73 cm    | Città del Messico | Museo Franz Mayer                             |
|         | Zingara con bambino                                | 1919 | Olio su tela    | 116x73 cm    | Washington        | National Gallery of Art                       |
|         | Donna seduta con una camicetta blu                 | 1919 | Olio su tela    | 100x65 cm    | Parigi            | Collezione privata                            |